# El Bajío de Plascencia
El Bajío de Plascencia är en ort i Mexiko.   Den ligger i kommunen Tepatitlán de Morelos och delstaten Jalisco, i den centrala delen av landet, 400 km väster om huvudstaden Mexico City. El Bajío de Plascencia ligger 1 775 meter över havet och antalet invånare är 129.
Terrängen runt El Bajío de Plascencia är platt åt nordväst, men åt sydost är den kuperad. Runt El Bajío de Plascencia är det ganska tätbefolkat, med 86 invånare per kvadratkilometer. Närmaste större samhälle är Tepatitlán de Morelos, 11,6 km norr om El Bajío de Plascencia. I omgivningarna runt El Bajío de Plascencia växer huvudsakligen savannskog.